# Genferei
Als «Genferei» werden in der Schweiz bereits seit dem 19. Jahrhundert leicht scherzhaft die heftigen politischen Skandale und Streitereien bezeichnet, die im Kanton Genf mit einer gewissen Regelmässigkeit auftreten.

## Bedeutung
Das Wort wird im Französischen als deutsches Lehnwort verwendet («une genferei de trop»), aber auch in der französischen Übersetzung «Genevoiserie».
Eine der ersten heute noch belegbaren als «Genferei» bezeichneten Affären waren die blutigen Unruhen des Jahres 1864 um die Kandidatur James Fazys um einen Sitz in der Kantonsregierung, welche eine Intervention eidgenössischer Truppen zur Folge hatten.
In einem weiteren Sinne wird auch die den Genfern als Eigenart nachgesagte besondere Streitlust und Prozessfreude abwertend als «Genferei» bezeichnet.

## Prix de la Genferei
Ein Komitee von Genfer Journalisten vergab von 2011 bis 2019 in einer feierlichen Zeremonie den Prix de la Genferei oder die Genferei d'or für die beste Genferei des Jahres.
| Jahr | Preisträger                          | Genferei                                                                          |
| ---- | ------------------------------------ | --------------------------------------------------------------------------------- |
| 2019 | Staatsrat Pierre Maudet              | Affäre um seine Reise nach Abu Dhabi                                              |
| 2018 | Polizeichefin Monica Bonfanti        | Diverse Polizeiaffären                                                            |
| 2017 | Staatsrat Luc Barthassat             | Dreimal in der Volksabstimmung verworfene Preiserhöhung des öffentlichen Verkehrs |
| 2016 | Sami Kanaan und Maria Pérez          | Gescheiterte Erweiterung des Musée d'art et d'histoire                            |
| 2015 | Kantonsrat Eric Stauffer (MCG)       | Sein politisches Gesamtwerk                                                       |
| 2014 | Services Industriels de Genève (SIG) | Gescheiterte Investitionen in die Windenergie                                     |
| 2013 | Rechnungshof des Kantons Genf        | Eskalierende interne Streitigkeiten                                               |
| 2012 | Staatsrätin Michèle Künzler          | Chaotische Reorganisation des Netzes der Transports publics genevois              |
| 2011 | Staatsrat des Kantons Genf           | Vergessene Vertretung des Kantons an der Trauerfeier für Bischof Bernard Genoud   |